# Australia na Igrzyskach Imperium Brytyjskiego 1930
Australia wystartowała na Igrzyskach Imperium Brytyjskiego w 1930 roku w kanadyjskiej miejscowości Hamilton jako jedna z 11 reprezentacji. Była to pierwsza edycja tej imprezy sportowej. Reprezentacja Australii zajęła piąte miejsce w generalnej klasyfikacji medalowej igrzysk, zdobywając 3 złote, 4 srebrne i 1 brązowy medal.

## Medale
| Dyscyplina    | Złoto | Srebro | Brąz | Razem |
| ------------- | ----- | ------ | ---- | ----- |
| pływanie      | 2     | -      | -    | 2     |
| Wioślarstwo   | 1     | -      | -    | 1     |
| Lekkoatletyka | -     | 3      | 1    | 4     |
| Boks          | -     | 1      | -    | 1     |
| Razem         | 3     | 4      | 1    | 8     |

### Medaliści
Boks
- Dudley Gallagher - waga średnia mężczyzn

 Lekkoatletyka
- William Whyte - bieg na 1 milę mężczyzn
- Alex Hillhouse - bieg na 3 mile mężczyzn
- Alex Hillhouse - bieg na 2 mile z przeszkodami mężczyzn
- George Golding - bieg na 440 jardów mężczyzn

 Pływanie
- Noel Ryan - 400 jardów stylem dowolnym mężczyzn
- Noel Ryan - 1500 jardów stylem dowolnym mężczyzn

 Wioślarstwo
- Henry Pearce - jedynki mężczyzn